# Vorey
Vorey (auch: Vorey-sur-Arzon) ist eine französische Gemeinde mit 1.466 Einwohnern (Stand: 1. Januar 2022) im Département Haute-Loire in der Region Auvergne-Rhône-Alpes. Sie gehört zum Arrondissement Le Puy-en-Velay sowie zum Kanton Emblavez-et-Meygal. Die Einwohner werden Voreysiens genannt.

## Geographie
Vorey liegt etwa 15 Kilometer nördlich von Le Puy-en-Velay in der Naturlandschaft Emblavès (auch Emblavez geschrieben). Hier mündet der Arzon in die Loire.

### Nachbargemeinden
Die Nachbargemeinden von Vorey sind Saint-Pierre-du-Champ im Norden, Roche-en-Régnier im Norden und Nordosten, Chamalières-sur-Loire im Osten, Beaulieu im Südosten, Saint-Vincent im Süden, Saint-Geneys-près-Saint-Paulien im Westen und Südwesten sowie Bellevue-la-Montagne im Nordwesten.

## Bevölkerungsentwicklung
| Jahr                       | 1962 | 1968 | 1975 | 1982 | 1990 | 1999 | 2006 | 2017 |
| Einwohner                  | 1310 | 1153 | 1240 | 1276 | 1315 | 1451 | 1435 | 1447 |
| Quellen: Cassini und INSEE |      |      |      |      |      |      |      |      |

## Sehenswürdigkeiten

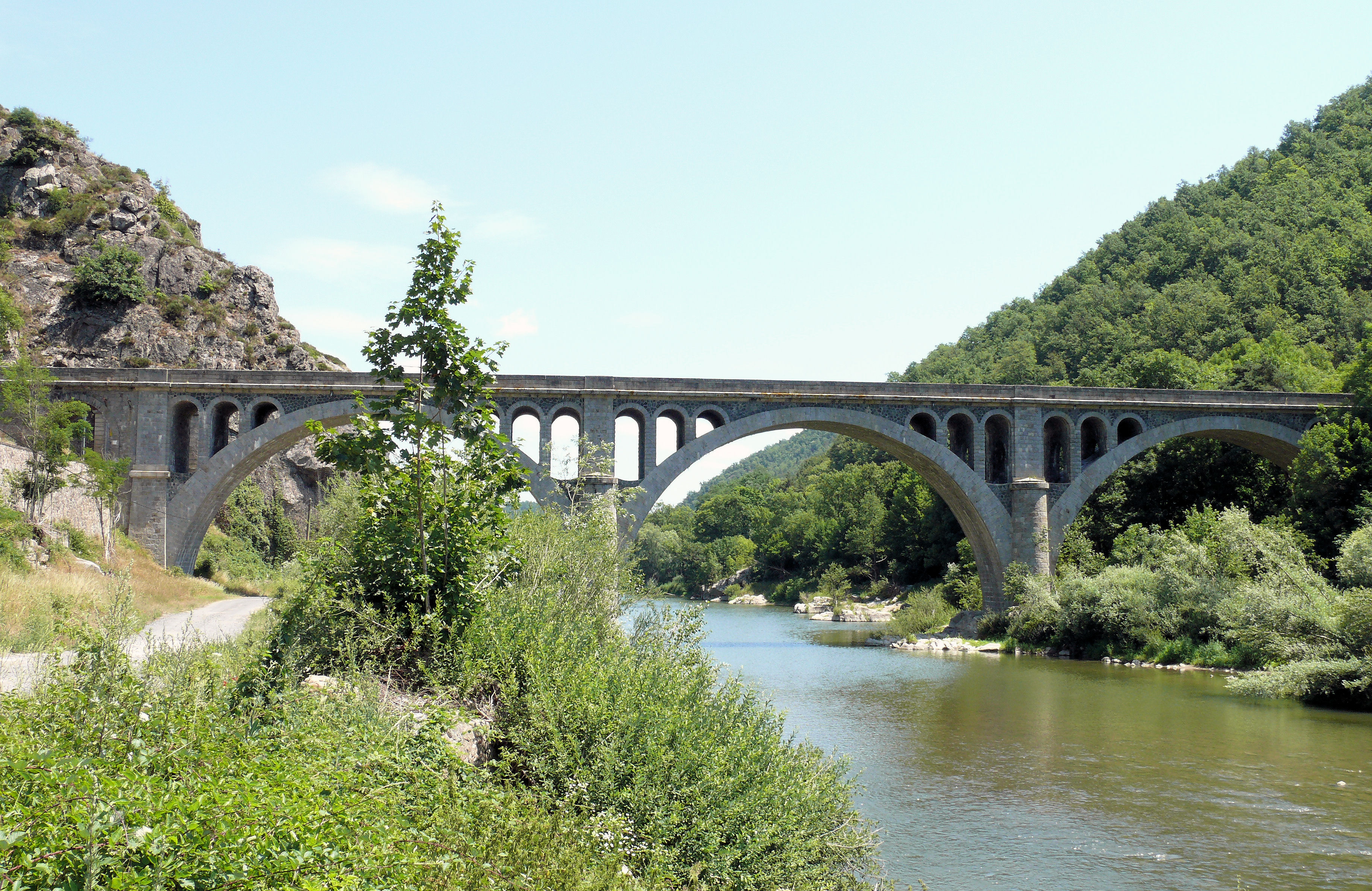
Brücke über die Loire

- Brücken über die Loire